# گزوویتسه
گزوویتسه (به لهستانی:  Gzowice) یک روستا در لهستان است که در گمینا یدلنگا-لتنگسکو واقع شده‌است.